# Mfomakap
Mfomakap est un village du Cameroun situé dans la région du Centre, le département de la Lekié et l'arrondissement (commune) d'Obala.

## Population
En 1964-1965, la localité comptait 478 habitants, pour l'essentiel des Eton (Mendoum).
Lors du recensement de 2005, on y dénombrait 1 244 personnes.

## Personnalités nées à Mfomakap
- Essimi Menye, homme politique
- Eloundou Biloa Paul, fondateur du lycée de Nkometou